# Selm
Selm település Németországban, azon belül Észak-Rajna-Vesztfália tartományban. Lakosainak száma 26 767 fő (2023. december 31.).

## Népesség
A település népességének változása:
| Lakosok száma | 22 859 | 25 811 | 26 011 | 25 983 | 26 163 | 26 767 |
|               | 1975   | 2017   | 2019   | 2021   | 2022   | 2023   |